# London Road
London Road je druhé studiové album britské dubstepové skupiny Modestep. Vyšlo 25. května 2015 . Jeho název a datum zahájení předprodeje (23. února 2015) byl ohlášen předešlý den v živém vysílání Modestep Radio. 15. května 2015 ohlásila kapela skrze svoji facebookovou stránku, že bude každý den až do vydání alba nahrávat na svůj SoundCloud jednu skladbu .

## Seznam skladeb
Všechny skladby napsal(i) Modestep, pokud není uvedeno jinak. 
| Pořadí         | Název                                                                    | Autor               | Datum vydání    | Délka |
| -------------- | ------------------------------------------------------------------------ | ------------------- | --------------- | ----- |
| 1.             | Damien (feat. Funtcase)                                                  |                     | 20. května 2015 | 3:44  |
| 2.             | Make You Mine (feat. Teddy Killerz)                                      |                     | 23. května 2015 | 3:39  |
| 3.             | Machines                                                                 |                     | 23. února 2015  | 4:34  |
| 4.             | On Our Own (feat. Culprate)                                              |                     | 14. května 2015 | 4:04  |
| 5.             | Feel Alive                                                               |                     | 22. května 2015 | 4:29  |
| 6.             | Rainbow (feat. The Partysquad)                                           |                     | 13. května 2015 | 3:50  |
| 7.             | Snake                                                                    |                     | 20. ledna 2015  | 3:49  |
| 8.             | Nightbus Home                                                            |                     | 19. května 2015 | 4:03  |
| 9.             | Seams                                                                    |                     | 15. května 2015 | 3:53  |
| 10.            | Sing (feat. Trolley Snatcha)                                             |                     | 16. května 2051 | 5:31  |
| 11.            | Circles (feat. Skindred)                                                 |                     | 18. května 2015 | 4:18  |
| 12.            | Game Over (feat. Big Narstie, Dialect, Discarda, Flowdan, Frisco & LayZ) | Modestep & Rude Kid | 21. května 2015 | 4:00  |
| Celková délka: | Celková délka:                                                           | Celková délka:      | Celková délka:  | 49:54 |

| iTunes Bonus Version | iTunes Bonus Version          | iTunes Bonus Version |
| Pořadí               | Název                         | Délka                |
| -------------------- | ----------------------------- | -------------------- |
| 13.                  | Countdown (feat. Genetix)     | 4:19                 |
| 14.                  | Mianite (feat. Tom Syndicate) | 5:00                 |
| Celková délka:       | Celková délka:                | 59:13                |

## Zajímavosti
- Na obalu alba se nachází symbol tzv. tří moudrých opic, kde si jedna postava zakrývá oči ("nevidím zlo"), druhá má na uších sluchátka ("neslyším zlo") a třetí si zakrývá ústa ("nemluvím zlo").